# Аугсбургский фестиваль мира
Аугсбургский Фестиваль Мира (нем. Augsburger Friedensfest) — ежегодный праздник, отмечаемый 8 августа в немецком городе Аугсбург. Он является официальным выходным днём только в пределах города, что делает Аугсбург единственным городом в Германии с собственным праздничным днём.

## История
Праздник был впервые проведён в 1650 году протестантами Аугсбурга в знак благодарности за восстановление религиозного равенства, установленного Вестфальским миром 1648 года, который положил конец Тридцатилетней войне. Во время войны, особенно после императорского эдикта о реституции от 8 августа 1629 года, протестантам в Аугсбурге было запрещено свободно исповедовать свою веру. С окончанием войны и подписанием мира протестанты вновь получили право на свободное вероисповедание, что и стало поводом для учреждения праздника.
Во времена национал-социализма праздничные дни в Германском рейхе были унифицированы в 1934 году, и Фестиваль мира больше не отмечался. С 1950 года Аугсбургский «Фестиваль мира» является официальным выходным днём в городском округе Аугсбурга (статья 1, пункт 2 Закона Баварии о праздниках) и остаётся единственным официальным праздником Германии, ограниченным территорией одного муниципалитета.

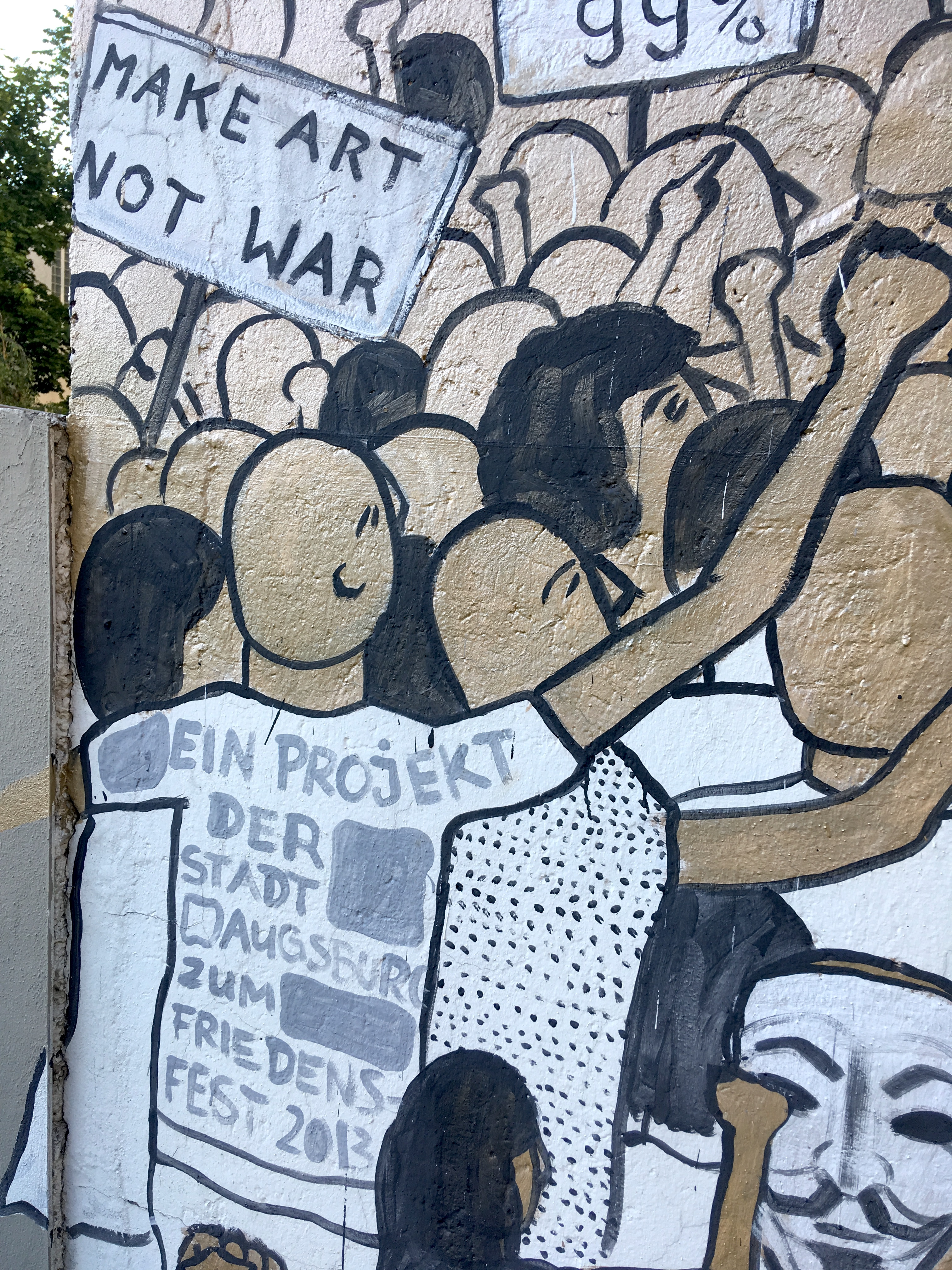

## Современное значение
Сегодня Аугсбургский Фестиваль Мира отмечается как день межконфессионального и межкультурного диалога. Праздничные мероприятия включают богослужения, концерты, выставки и дискуссии, посвящённые темам мира, толерантности и взаимопонимания. С 1984 года праздник приобрёл более инклюзивный характер, охватывая не только протестантскую, но и католическую, мусульманскую, еврейскую и другие общины города.

## Особенности
- Праздник является официальным выходным днём только в городе Аугсбург.
- Он признан нематериальным культурным наследием Германии.
- Аугсбург благодаря этому празднику имеет наибольшее количество официальных выходных дней среди всех городов Германии.